# Liste der Bodendenkmale in Jagel
In der Liste der Bodendenkmale in Jagel sind die Bodendenkmale der Gemeinde Jagel nach dem Stand der Bodendenkmalliste des Archäologischen Landesamts Schleswig-Holstein von 2016 aufgelistet.
Die Kulturdenkmale sind in der Liste der Kulturdenkmale in Jagel aufgeführt.
| Denkmal-ID           | Befundart            | Bezeichnung                              | Zeitstellung | Lage | Bemerkungen                                            | Bild |
| -------------------- | -------------------- | ---------------------------------------- | ------------ | ---- | ------------------------------------------------------ | ---- |
| aKD-ALSH-Nr. 003 816 | Grabmal > Kriegsgrab | Kriegsgrab                               | Neuzeit      |      | Soldatengrab aus der Zeit der Deutsch-Dänischen Kriege |      |
| aKD-ALSH-Nr. 003 817 | Grabmal > Kriegsgrab | Kriegsgrab                               | Neuzeit      |      | Soldatengrab aus der Zeit der Deutsch-Dänischen Kriege |      |
| aKD-ALSH-Nr. 003 818 | besonderer Stein     | Inschriftenstein/Grenzstein/Schalenstein | Neuzeit      |      | Gedenkstein                                            |      |